# Максимково (Идрица)
Максимково — деревня в Себежском районе Псковской области России. Входит в состав городского поселения Идрица.

## География
Находится на юго-западе региона, в северо-восточной части района, в лесной местности около озера Зародище.
Уличная сеть не развита.

## История
В 1802—1924 годах земли поселения Максимкова входили в Себежский уезд Витебской губернии.
В 1941—1944 гг. местность находилась под фашистской оккупацией войсками Гитлеровской Германии.
До 1995 года деревня входила в Идрицкий сельсовет. Постановлением Псковского областного Собрания депутатов от 26 января 1995 года все сельсоветы в Псковской области были переименованы в волости и деревня стала частью Идрицкой волости.
В 2015 году Идрицкая волость, вместе с Максимково и другими населёнными пунктами, была влита в состав городского поселения Идрица.

## Население
| 2001 | 2002 | 2010 |
| ---- | ---- | ---- |
| 11   | ↘10  | ↘6   |

### Национальный состав
Согласно результатам переписи 2002 года, в национальной структуре населения русские составляли 100 % от общей численности в 10 чел..

## Инфраструктура
Личное подсобное хозяйство.

## Транспорт
Просёлочная дорога (идентификационный номер 58-254-553 ОП МП 58Н-120), протяжённостью 1,045 км.
Рядом проходит федеральная трасса М9 «Балтия».
Ближайшая железнодорожная станция Нащёкино в деревне Исаково.